# Thrangalia diaboliella
Thrangalia diaboliella là một loài bọ cánh cứng trong họ Cerambycidae.